# Сенява (гміна)
Гміна Сенява (пол. Gmina Sieniawa) — місько-сільська гміна у східній Польщі. Належить до Переворського повіту Підкарпатського воєводства. Місцева влада перебуває в місті Сенява.
Станом на 31 грудня 2011 у гміні проживало 7010 осіб.

## Територія
Згідно з даними за 2007 рік площа гміни становила 127.31 км², у тому числі:
- орні землі: 52.00%
- ліси: 38.00%

Таким чином площа гміни становить 18.23% площі повіту.

## Населення
Станом на 31 грудня 2011:
| Опис     | Загалом | Загалом | Чоловіки | Чоловіки | Жінки | Жінки |
| -------- | ------- | ------- | -------- | -------- | ----- | ----- |
| одиниця  | осіб    | %       | осіб     | %        | осіб  | %     |
| все      | 7010    | 100     | 3538     | 50.47    | 3472  | 49.53 |
| міське   | 2173    | 100     | 1075     | 49.47    | 1098  | 50.53 |
| сільське | 4837    | 100     | 2463     | 50.92    | 2374  | 49.08 |

## Населені пункти гміни
- Вилева
- Добра
- Дибків
- Лежахів
- Палюхи
- Пігани
- Рудка
- Черче
- Червона Воля

## Історія
Об'єднана сільська гміна Сенява утворена в Ярославському повіті 1 серпня 1934 року з дотогочасних гмін сіл:
- Дубровиця
- Дибків
- Лежахів
- Пискоровичі
- Рудка
- Вилева

У середині вересня 1939 року німці окупували територію гміни, однак вже 26 вересня 1939 року мусіли відступити, оскільки за пактом Ріббентропа-Молотова вона належала до радянської зони впливу. 27.11.1939 постановою Верховної Ради УРСР гміна включена до Любачівського повіту. 17 січня 1940 року територія ввійшла до новоутвореного Синявського району Львівської області. В червні 1941, з початком Радянсько-німецької війни, територія знову була окупована німцями. В липні 1944 року радянські війська оволоділи цією територією.
У жовтні 1944 року західні райони Львівської області віддані Польщі, а українське населення вивезено до СРСР та на понімецькі землі.

## Сусідні гміни
Гміна Сенява межує з такими гмінами: Адамівка, В'язівниця, Лежайськ, Триньча, Ярослав.